# Pollyanna Grows Up
Pollyanna Grows Up é um livro infantojuvenil de 1915 do gênero romance, de Eleanor H. Porter. É a primeira de muitas sequências do best-seller de Porter, Pollyanna (1913), mas é a única escrita pela própria Porter; as numerosas adições posteriores à franquia Pollyanna foram obra de outros autores.

## Enredo
Depois do terrível acidente que sofreu, Pollyanna volta para a casa de seus tios, já que a tia de Pollyanna casou-se com o doutor Chilton. O seu tio Chilton precisa ir para a Alemanha e Pollyanna fica na casa de Ruth Carew, uma senhora que sofre de depressão depois que seu sobrinho, Jamie, desapareceu aos 4 anos de idade, pois com o falecimento da mãe, o pai do menino fugiu com ele. Pollyanna vai, assim, para Boston, para a casa da senhora Carew a pedido de sua irmã.
A senhora Carew não gosta muito da ideia mas aceita que Pollyanna fique esse tempo em sua casa, com a condição de que, no momento em que Pollyanna desse seus "sermões", ela a mandaria para sua irmã Della, e assim foi feito. Pollyanna chegara em casa de senhora Carew há poucos dias e já notara a diferença, pois Boston era uma cidade enorme, e as pessoas não conversavam umas com as outras pelas ruas. Pollyanna algumas vezes tenta conversar com as pessoas enquanto caminhava no parque, mas ninguém lhe responde. Na primeira vez em que ela anda pela cidade, se perde e vai para um bairro, lá encontrando Jerry, que a leva até sua casa. Alguns dias depois, Pollyanna o encontra no parque, e ele a apresenta para Jamie, começando, então, a amizade deles.
Pollyanna descobre que senhora Carew é assim triste por causa de seu sobrinho desaparecido, também chamado Jamie, e logo ela pensa que seu amigo Jamie, que conhecera no parque, poderia ser o Jamie perdido de senhora Carew, e ela faz de tudo para apresentá-los. Após um longo tempo, muitas tentativas e dúvidas se Jamie era ou não o sobrinho Jamie, Ruth o adota, pois ele a conquista. Pollyanna volta para a casa de sua tia, e vai para a Alemanha com seus tios.
Pollyanna volta para sua cidade após os seis anos em que esteve na Alemanha, mas volta uma nova Pollyanna, já com 20 anos de idade. Volta acompanhada de sua tia Polly, pois seu tio Chilton havia falecido há 6 meses.

## Traduções em língua portuguesa
- Pollyanna Moça (Pollyanna Grows Up), escrito por Eleanor H. Porter em 1915, foi publicado pela Companhia Editora Nacional, na Coleção Biblioteca das Moças (volume 93), com 1ª edição em 1934 e a 6ª em 1958.[3] A partir da 7ª edição, foi publicado avulso. A tradução é de Monteiro Lobato.

## Adaptações
- Pollyanna Moça da Rede Tupi produzida em 1958.[4]
- Poliana Moça ganhou uma adaptação feita pelo SBT, que está sendo exibida desde 21 de março de 2022, sendo a continuação de As Aventuras de Poliana.[5][6]